# تارا کانر
تارا کانر (به انگلیسی: Tara Conner) (زاده ۱۸ دسامبر ۱۹۸۵) بازیگر، مدل و ملکه زیبایی اهل آمریکا است.
او در سال ۲۰۰۶ در سن ۲۱ سالگی ملکه زیبایی ایالات متحده آمریکا از ایالت کنتاکی شد و در مسابقات دوشیزه جهان ۲۰۰۶ درحالی که مراسم در لس آنجلس برگزار می‌شد به نمایندگی از آمریکا راه یافت و در جایگاه چهارم قرار گرفت. 
در اواخر سال ۲۰۰۶، کانر پس از اینکه در حال نوشیدن مشروبات الکلی، مصرف کوکائین و بوسیدن ملکه زیبایی نوجوان ایالات متحده آمریکا ۲۰۰۶ کیتی بلر در یک کلوپ شبانه در نیویورک دستگیر شد اما بعدها به او شانس دوباره توسط سازمان دوشیزه جهان و دونالد ترامپ مسئول وقت سازمان داده شد تا عنوان خود را حفظ کند، او بارها وارد برنامه های تلویزیونی راجع به مواد مخدر و راهای رهایی توضیحات بیشتری داد که مورد استقبال قرار گرفت و از آن زمان به بعد کانر به عنوان یک مدافع علیه اعتیاد به مواد مخدر شد.